# Christian Ramsebner
Christian Ramsebner (* 26. März 1989 in Kirchdorf an der Krems) ist ein österreichischer Fußballspieler. Der Verteidiger steht beim SV Grün-Weiß Micheldorf unter Vertrag.

## Karriere

### Verein
Ramsebner begann seine Karriere bei der Union Pettenbach. Zur Saison 2003/04 kam er in die Akademie des FK Austria Wien, in der er fortan sämtliche Altersstufen durchlief. Zur Saison 2006/07 rückte er in den Kader der zweiten Mannschaft der Austria. Sein Debüt für diese in der zweiten Liga gab er im August 2006, als er am ersten Spieltag jener Saison gegen den SC Schwanenstadt in der Startelf stand. Im November 2006 stand er gegen Sparta Prag erstmals im Kader der Profis der Austria, für die er jedoch nicht zum Einsatz kam. Im Mai 2007 erzielte er bei einem 2:1-Sieg der Zweitmannschaft gegen den TSV Hartberg sein erstes Tor in der zweithöchsten Spielklasse. In der Saison 2006/07 kam er insgesamt zu 28 Einsätzen. In der folgenden Saison 2007/08 absolvierte er 30 Zweitligaspiele, in denen er ein Tor erzielte. In der Spielzeit 2008/09 folgten 31 weitere Zweitligaspiele für Austria Wien II.
Zur Saison 2009/10 wechselte er zum Bundesligaaufsteiger SC Wiener Neustadt. Sein Debüt in der Bundesliga gab er im Juli 2009, als er am dritten Spieltag jener Saison gegen die SV Ried in der 87. Minute für Václav Koloušek eingewechselt wurde. Im Mai 2010 erzielte er bei einem 2:2-Remis gegen den SK Austria Kärnten sein erstes Tor in der höchsten Spielklasse. In seiner ersten Bundesligasaison kam er zu 30 Einsätzen für die Niederösterreicher. In der Saison 2010/11 kam der Innenverteidiger zu 27 Bundesligaeinsätzen. In der Spielzeit 2011/12 kam er aufgrund von Verletzungen nur zu zehn Einsätzen. In der Saison 2012/13 kam er zu 19 Bundesligaspielen, in denen er zwei Tore erzielte, zudem absolvierte er ein Spiel für die Amateure von Wiener Neustadt in der fünfthöchsten Spielklasse.
Nach vier Saisonen in Niederösterreich kehrte er zur Saison 2013/14 zur Wiener Austria zurück, bei dem er einen bis Juni 2015 laufenden Vertrag erhielt. Mit der Austria nahm er in seiner ersten Spielzeit nach erfolgreicher Qualifikation an der UEFA Champions League teil, in der er im Oktober 2013 gegen Zenit St. Petersburg sein Debüt gab. Mit der Austria schied er jedoch bereits in der Gruppenphase aus. In der Liga kam er in seiner ersten Saison nach seiner Rückkehr zu 15 Einsätzen, in denen er vier Tore erzielte, zudem kam er zu zwei Einsätzen für die inzwischen in der Regionalliga spielenden Amateure der Austria. In der Saison 2014/15 kam er zu zwölf Bundesligaspielen und einem Einsatz in der Regionalliga.
Nach dem Auslaufen seines Vertrags in Wien wechselte er zur Saison 2015/16 zum Zweitligisten LASK. Für die Oberösterreich kam er in seiner Debütsaison zu 28 Zweitligaeinsätzen und verpasste mit dem Verein als Vizemeister den Aufstieg in die Bundesliga. In der Saison 2016/17 konnte er mit dem LASK jedoch Zweitligameister werden und stieg somit in die Bundesliga auf. In der Aufstiegssaison kam er zu 30 Einsätzen in der zweiten Liga. In der ersten Spielzeit nach dem Aufstieg in die höchste Spielklasse kam Ramsebner zu 33 Einsätzen in der Bundesliga und erzielte dabei ein Tor, mit dem LASK beendete er die Saison als Vierter und war somit für den Europacup qualifiziert. In der Qualifikation zur UEFA Europa League scheiterte man in der darauffolgenden Saison jedoch in der dritten Runde an Beşiktaş Istanbul. In der Saison 2018/19 kam er zu 26 Bundesligaeinsätzen und wurde mit dem LASK Vizemeister. In der Qualifikation zur Champions League scheiterte er mit seinem Verein in der Saison 2019/20 jedoch im Playoff am FC Brügge, man rutschte aber immerhin noch in die Gruppenphase der Europa League ab, in der man bis ins Achtelfinale vordrang. Im August 2019 verletzte er sich in der Champions-League-Qualifikation gegen den FC Basel schwer im Oberschenkel und fiel mehrere Monate aus. Während seiner Verletzungspause wurde sein Vertrag bei den Oberösterreichern im Oktober 2019 bis Juni 2022 verlängert. Sein Comeback gab er im Februar 2020. In der Saison 2019/20 kam er verletzungsbedingt nur zu acht Ligaeinsätzen und beendete die Saison mit dem LASK als Vierter. In der Saison 2020/21 konnte er sich kaum mehr in die Startelf spielen und absolvierte nur fünf Bundesligapartien.
Nach sechs Spielzeiten beim Verein, in denen er zu insgesamt 157 Pflichtspieleinsätzen kam, wechselte er zur Saison 2021/22 zum Zweitligisten SKN St. Pölten, bei dem er einen bis Juni 2023 laufenden Vertrag erhielt. In drei Jahren beim SKN kam er zu 63 Zweitligaeinsätzen. Zur Saison 2024/25 wechselte er innerhalb der Liga zum SV Stripfing. Für Stripfing absolvierte er 23 Zweitligapartien. Nach der Saison 2024/25 beendet er seine Profikarriere im Alter von 36 Jahren.
Anschließend wechselte Ramsebener zur Saison 2025/26 zum viertklassigen SV Grün-Weiß Micheldorf.

### Nationalmannschaft
Ramsebner spielte ab 2006 für die österreichische U-19-Auswahl. Mit dieser nahm er 2007 auch an der EM teil, bei der mit Österreich allerdings in der Vorrunde ausschied. Ramsebner kam in allen drei Spielen seines Landes zum Einsatz. 2008 absolvierte er fünf Spiele für das U-20-Team. Im Februar 2009 debütierte er gegen Italien für die U-21-Mannschaft, für die er bis September 2010 zu zwölf Einsätzen kam.